# Ulica Henryka Sienkiewicza w Kole

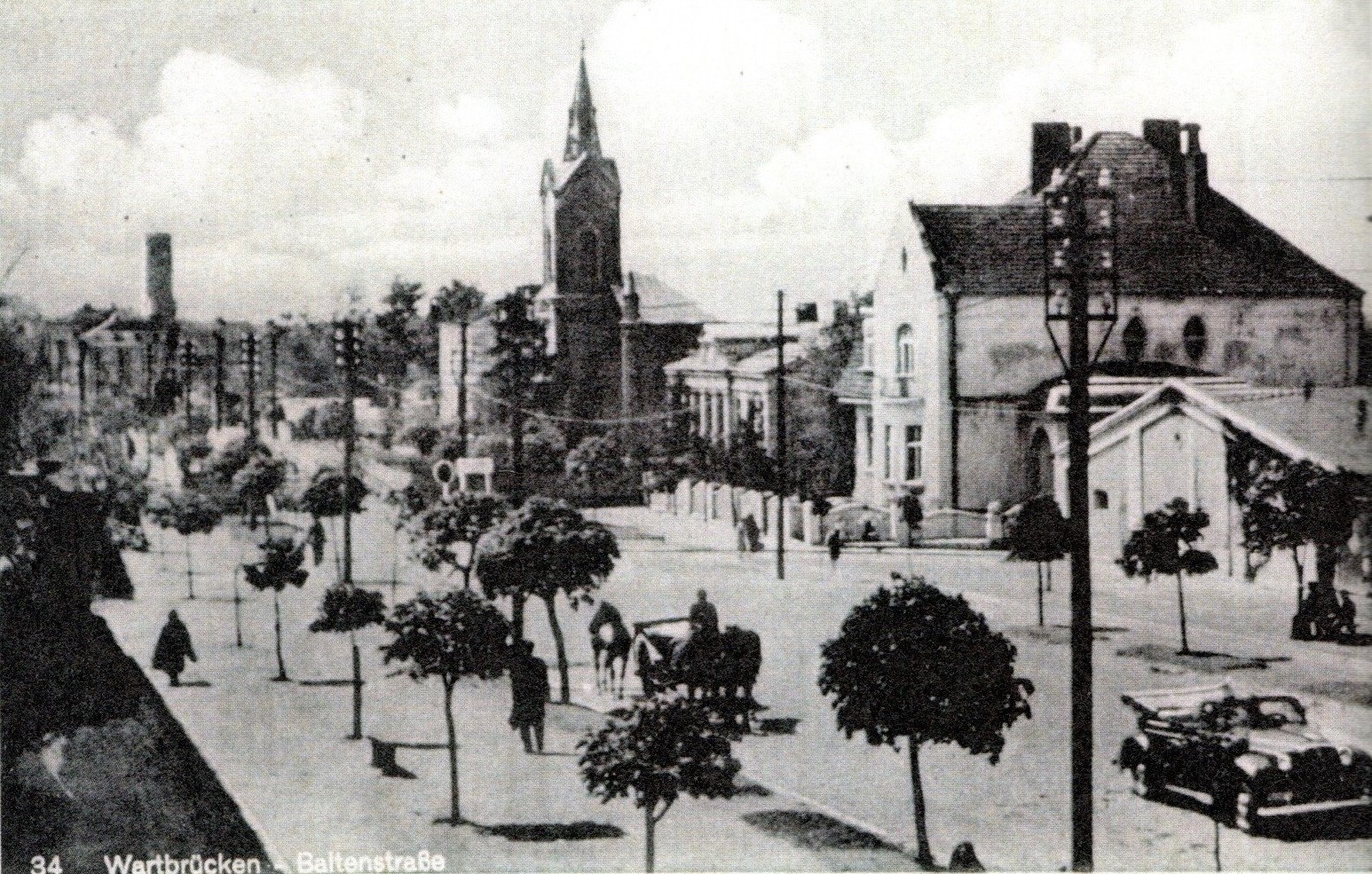
Ulica Sienkiewicza podczas II wojny światowej

Ulica Henryka Sienkiewicza w Kole – jedna z głównych ulic Koła. Wraz z ulicami Mickiewicza i Poniatowskiego tworzy główny trakt przecinający miasto w kierunku równoleżnikowym. W całości stanowi granicę pomiędzy osiedlami Płaszczyzna i Przedmieście Warszawskie.

## Rys historyczny
W dawnym Kole, do początku XIX wieku, droga wylotowa z miasta w kierunku Kujaw i Mazowsza prowadziła przez Bramę Toruńską i most na rzece Warcie. Owa przeprawa znajdowała się jednak około 150 metrów na północ od obecnego Mostu Warszawskiego. Trakt sprzed dwustu lat prowadził więc dzisiejszymi ulicami: Zielona (prawy brzeg) i Starowarszawska (lewy brzeg). Fakt ten potwierdza obecna nazwa ulicy na Starym Mieście.
Od 1828 roku – po regulacji Koła według planów Tomasza Karola Pelletiera – most na Warcie przeniesiono w kierunku południowym. Od tamtej pory jedyny wjazd na część wyspową miasta istnieje poprzez ulice: Sienkiewicza (prawy brzeg) i Nowowarszawska (prawy brzeg).
W czasach II wojny światowej władze niemieckie przemianowały nazwę ulicy na „Baltenstrasse” – w wolnym tłumaczeniu „ulica Bałtycka”.
Jeszcze w latach sześćdziesiątych XX wieku w budownictwie dominowały piętrowe i dwupiętrowe kamienice – głównie po stronie południowej. Naprzeciwko stał gmach Szkoły Handlowej, kościół ewangelicki oraz fabryka fajansu. Dopiero później za skrzyżowaniem z ulicą Włocławską powstało duże osiedle bloków wielorodzinnych oraz Rolniczy Dom Towarowy. Kilkaset metrów wcześniej, za skrzyżowaniem z ulicą Wojciechowskiego – powstał monumentalny gmach ówczesnych władz powiatowych (dziś Starostwo Powiatowe), a w budynku naprzeciwko Szkoły Podstawowej nr 1 oraz Liceum Ogólnokształcącego mieścił się „Dom Partii” (obecnie Powiatowy Urząd Pracy).
Do lat dziewięćdziesiątych ubiegłego stulecia ulica Sienkiewicza była fragmentem drogi międzynarodowej E30, a jednocześnie drogi krajowej nr 2 (dawniej E8), łączącej Poznań z Warszawą oraz Berlin z Moskwą. Był to w czasach Układu Warszawskiego jeden z najważniejszych traktów drogowych. Trasa ta łączyła bowiem trzy strategiczne stolice tzw. „demoludów”: radziecką, polską i enerdowską.
Pod koniec XX wieku przebudowano skrzyżowanie z ulicą Dąbską i nowo powstałą Aleją Jana Pawła II, przekształcając je w rondo – które od 2008 roku nosi nazwę Rondo Henryka Sienkiewicza.

## Ulica dziś
Ulica Sienkiewicza w granicach administracyjnych miasta Koła ma długość ponad 2,5 km.
Rozpoczyna się od Mostu Warszawskiego. 100 metrów dalej krzyżuje się z ulicami Słowackiego i Freudenreicha. Na 400. metrze znajduje się skrzyżowanie z ulicami 3-Maja i Toruńską – wyposażone w sygnalizację świetlną. Dalej ulica krzyżuje się jeszcze z ul. Wojciechowskiego i ul. Prusa. Następnie kolejne skrzyżowanie wyposażone w sygnalizację świetlną – z ul. Włocławską i Szkolną. 500 metrów dalej, na wzniesieniu, znajduje się (wyżej opisane) Rondo Henryka Sienkiewicza. W końcu krzyżuje się z drogą krajową nr 92 (ulica Michała Rawity-Witanowskiego) i dobiega do linii kolejowej nr 3.
Przy ulicy Sienkiewicza mieszczą się m.in.
- Starostwo Powiatowe
- Powiatowy Urząd Pracy
- Poczta Polska
- Powiatowa i Miejska Biblioteka Publiczna
- Zespół Szkół Ekonomiczno-Administracyjnych im. Stanisława i Władysława Grabskich
- Państwowa Szkoła Muzyczna I stopnia im. Karola Szymanowskiego
- Komenda Powiatowa Policji
- Kościół ewangelicko-augsburski Opatrzności Bożej z 1882 r.
- Fabryka fajansu z 1842 r.
- Dom, ul. Sienkiewicza 7 z 1912 r.

Administracyjnie mieszkańcy ulicy Sienkiewicza przynależą do dwóch parafii rzymskokatolickich. Numery nieparzyste do nr 57 włącznie – są częścią parafii Podwyższenia Krzyża Świętego, natomiast wszystkie pozostałe – parafii Świętego Bogumiła.